# フリップル
『フリップル』 (Flipull) は、1989年にタイトーから稼働されたアーケード用パズルゲームである。日本国外では主に『Plotting』のタイトルで発売されている。
主人公を操作し、持っているブロックと同じマークのブロックに当てることでブロックが消去されるシステムとなっている。
同年にファミリーコンピュータ、1990年にゲームボーイに移植された他、欧州ではAmiga、Amstrad CPC、Atari ST、コモドール64、GX4000、ZX Spectrumに移植された。2002年から2005年にかけては携帯電話ゲームとして配信された。
アーケード版は後に、日本国内ではPlayStation 2用ソフト『タイトーメモリーズ 上巻』（2005年）に、北米および欧州ではPlayStation 2、Xbox、Windows用ソフト『Taito Legends』（2005年）に収録。2022年にアーケードアーカイブスの1作品としてPlayStation 4版とNintendo Switch版が配信された。
イギリスのゲーム誌『Amiga Power』の「best game of all time」では第23位を獲得した。

## ゲーム内容
全60ステージ。レバー（上下2方向のみ使用）、1ボタン（ブロック発射）でプレイヤーが持っているブロックと同じマークのブロックに当ててブロックを消していくゲーム。ステージ開始時およびミス直後に持っているスペシャルブロックは全ブロックに当てることができる。
発射したブロックは横方向に飛び、壁や天井、パイプ（縦方向のみ通り抜け可能）に横から当たると、下方向に落ちる。当てたブロックと同じ種類のブロックが複数個並んでいると貫通して一度に消え、個数に応じて高得点が得られる。ブロックを消したあと、別の種類のブロックに当たると、発射したブロックと入れ替わってプレイヤーの手元に飛んでくる（地面に当たった場合は発射したブロックがそのまま戻ってくる）。ブロックは横か上から当てることができるが、天井やパイプの配置によって、当てることのできない列があるステージもある。発射したブロックと当てたブロックの種類が違っていた場合は何も消せないまま発射したブロックがそのまま戻ってきて、ファミリーコンピュータ版およびゲームボーイ版のみ戻ってきたブロックの衝撃で主人公が震えて2秒ほど動けなくなる。
残りブロック数がクリア条件以下になればクリアとなる（アーケード版はステージ0の「トレーニングステージ」から開始する。それに限り1ミスするかタイムオーバーでもクリアとなる）。アーケード版はクリア条件を満たした時点で即クリア、ファミリーコンピュータ版およびゲームボーイ版は、クリア条件を満たしたうえで手詰まりまたはタイムオーバーになるとクリアとなる。クリア時には残りブロックの数が少ないほど多くボーナス点が入る。どこに発射してもブロックが消せなくなったらミスとなり、スペシャルブロックの数を1つ消費する。スペシャルブロックの数が0の時にミスをするか、スペシャルブロックが何個あっても制限時間がなくなるとゲームオーバー。アーケード版はステージ59をクリアするとエンディングとなり、ゲーム終了となる。
アーケード版では隠し要素として、残り時間を10秒以下、かつタイトーマーク柄（青色）のブロックを持った状態でクリアすると、効果音が鳴ってスペシャルブロックの所持数が1つ増える。

## 移植版
| No. | タイトル                                 | 発売日                        | 対応機種                                                   | 開発元                                    | 発売元                  | メディア                                | 型式                       | 備考               | 出典                        |
| --- | ---------------------------------------- | ----------------------------- | ---------------------------------------------------------- | ----------------------------------------- | ----------------------- | --------------------------------------- | -------------------------- | ------------------ | --------------------------- |
| 1   | フリップル                               | 1989年12月15日                | ファミリーコンピュータ                                     | タイトーCP開発部                          | タイトー                | 512キロビットロムカセット               | TFC-FP-3900                |                    |                             |
| 2   | フリップル                               | 1990年3月16日 1990年4月       | ゲームボーイ                                               | タイトー                                  | タイトー                | 512キロビットロムカセット               | DMG-FPA DMG-FP-USA         |                    |                             |
| 3   | Plotting                                 | 1990年                        | Amiga Amstrad CPC Atari ST コモドール64 GX4000 ZX Spectrum | Twilight                                  | Ocean Software          | フロッピーディスク ロムカセット         | -                          |                    |                             |
| 4   | フリップル                               | 2002年9月24日                 | mova503/504iシリーズ （iアプリ）                           | タイトー                                  | タイトー                | ダウンロード （G＠meパーク）            | -                          |                    | [ 5 ] [ 6 ]                 |
| 5   | フリップル                               | 2002年11月1日                 | J-スカイ （Javaアプリ）                                    | タイトー                                  | タイトー                | ダウンロード (Game selection)           | -                          |                    | [ 7 ] [ 8 ]                 |
| 6   | タイトーメモリーズ 上巻                  | 2005年7月28日                 | PlayStation 2                                              | タイトー                                  | タイトー                | DVD-ROM                                 | SLPM-66057                 | アーケード版の移植 | [ 9 ]                       |
| 7   | フリップル                               | 2005年11月10日                | BREW対応機種 （EZアプリ）                                  | タイトー                                  | タイトー                | ダウンロード （タイトーゲームエキスポ） | -                          |                    | [ 10 ]                      |
| 8   | Taito Legends                            | 2005年10月14日 2005年10月25日 | PlayStation 2 Xbox Windows                                 | タイトー Empire Interactive Atomic Planet | Empire Interactive セガ | DVD-ROM                                 | PS2: SLES-53438 SLUS-21122 | アーケード版の移植 |                             |
| 9   | タイトーメモリーズ 上巻 TAITO BEST       | 2006年7月6日                  | PlayStation 2                                              | タイトー                                  | タイトー                | DVD-ROM                                 | TCPS-10160                 | 廉価版             |                             |
| 10  | タイトーメモリーズ 上巻 エターナルヒッツ | 2007年6月28日                 | PlayStation 2                                              | タイトー                                  | タイトー                | DVD-ROM                                 | SLPM-66775                 | 廉価版             |                             |
| 11  | フリップル                               | 2022年5月26日                 | PlayStation 4 Nintendo Switch                              | タイトー                                  | ハムスター              | ダウンロード (アーケードアーカイブス)   | -                          | アーケード版の移植 | [ 11 ] [ 12 ] [ 13 ] [ 14 ] |

ファミリーコンピュータ版
- 全50ステージ。コンティニューは3回まで。エンディング後は裏面が始まり、これを含めると全250ステージ（50ステージクリアごとに同内容のエンディングが流れ、ステージ250クリアのエンディング後はゲームオーバーとなる）。ブロック配置とクリア手順が固定の詰めパズル的なADVANCEモードもあり、こちらも全50ステージ。このモードは制限時間がなく手数が制限されており、手詰まり1回でゲームオーバーになるが、コンティニューが無限にできる。主人公とブロックの配置がアーケード版と左右対称になっている。

ゲームボーイ版
- 全32ステージ。コンティニューは3回まで。クリア後はエンディングなどなくステージ1の配置と同じステージ33が始まるが、ステージ49で残りブロック数の表示が異常になり、すべてのブロックを消してもクリアできなくなる。ゲーム中の音楽や、主人公とブロックの配置がアーケード版と左右対称になっている点など、ファミリーコンピュータ版に準拠した仕様となっている。

PlayStation 2版
『タイトーメモリーズ 上巻』に収録。アーケード版に忠実な移植。

## スタッフ
ファミリーコンピュータ版
- ディレクター：高橋章二
- オリジナル・コンセプト：沼田和博
- ソフトウェア・ディレクター：しみずみつぎ
- プログラマー、キャラクター・デザイナー：すずきのぶゆき
- 音楽エディター、サウンド・エディター：こしなかのぼる、溝口功
- ゲーム・デザイン：NISHIYAMAN

## 評価
ファミリーコンピュータ版
- ゲーム誌『ファミコン通信』の「クロスレビュー」では、合計21点となっている[18]。

- ゲーム誌『ファミリーコンピュータMagazine』の読者投票による「ゲーム通信簿」での評価は以下の通りとなっており、19.12点（満30点）となっている[3]。また、同雑誌1991年5月10日号特別付録の「ファミコンロムカセット オールカタログ」では、「非常にシビアなゲームだ」と難易度に関して否定的なコメントで紹介されている[3]。

| 項目 | キャラクタ | 音楽 | 操作性 | 熱中度 | お買得度 | オリジナリティ | 総合  |
| 得点 | 3.24       | 2.73 | 3.30   | 3.15   | 3.41     | 3.29           | 19.12 |

ゲームボーイ版
- ゲーム誌『ファミコン通信』の「クロスレビュー」では、合計21点となっている[19]。

- ゲーム誌『ファミリーコンピュータMagazine』の読者投票による「ゲーム通信簿」での評価は以下の通りとなっており、17.63点（満30点）となっている[4]。また、同雑誌1991年5月24日号特別付録の「ゲームボーイ オールカタログ」では、「ブロックの消し方が難しい」と難易度に関して否定的なコメントで紹介されている[4]。

| 項目 | キャラクタ | 音楽 | 操作性 | 熱中度 | お買得度 | オリジナリティ | 総合  |
| 得点 | 3.03       | 2.70 | 3.07   | 2.87   | 2.93     | 3.03           | 17.63 |